# エシム川
エシム川（エシムがわ、カザフ語: Есіл өзенінің、ロシア語: Ишим
река、英語: Ishim River）は、カザフスタンからロシアを流れるオビ川水系の川である。エルティシ川の支流で長さは2,450kmにおよぶ。
トボル川を含む一帯は1994年にラムサール条約登録地となった。
部分的に航行可能で、イシムの街やカザフスタンの首都アスタナを通っている。アスタナの旧市街は川の右岸に、首都機能のある新市街は左岸に広がる。

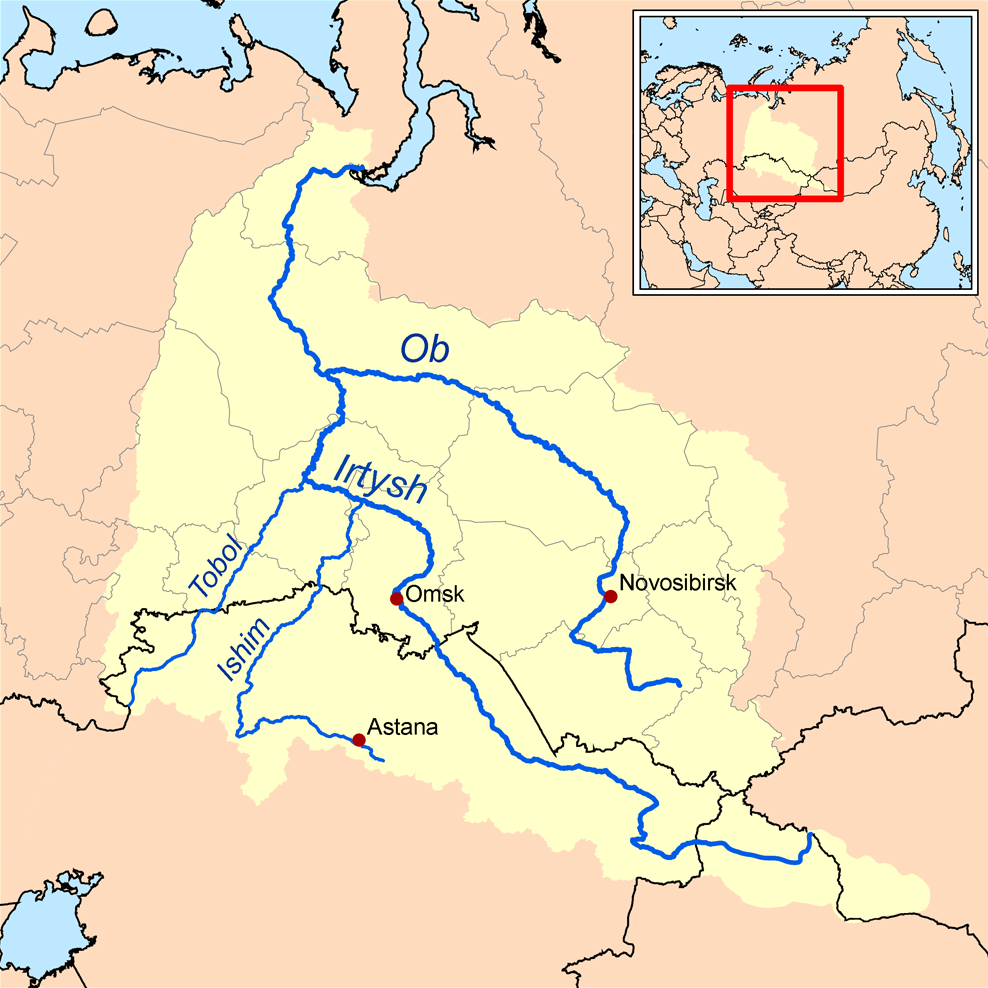
オビ川水系